# Моїсеєнко Олександр Олександрович
Олекса́ндр Олекса́ндрович Моїсе́єнко (17 травня 1980, Сєвероморськ) — міжнародний гросмейстер, чемпіон Європи 2013 року та срібний призер чемпіонату Європи 2003 року в особистих першостях.

У складі збірної команди України: переможець всесвітньої шахової Олімпіади 2004 та 2010 років, срібний призер командного чемпіонату світу 2015 року, бронзовий призер шахової олімпіади 2012 року та бронзовий призер командних чемпіонатів світу 2011 та 2013 рр. 
За вагомий особистий внесок А. Моїсеєнко нагороджений орденом «За заслуги» 3-го ступеня та Почесною грамотою Кабінету Міністрів України. 
У 2009 році Олександр Моїсеєнко виграв клубний чемпіонат Європи у складі команди Ekonmist.
Його рейтинг станом на червень 2023 року — 2575 (282-ге місце у світі, 18-те в Україні).
Станом на 27.05.2023 року Олександр Моїсеєнко значиться у списку осіб, які не повернулися в Україну, порушивши  взяті зобов'язання щодо термінів повернення на територію України після закінчення спортивного заходу.

## Ранні роки
Народився 17 травня 1980 р. у м. Сєвероморськ Мурманської області Російська РФСР. У Харкові — з 1989 року (батько — харків'янин). У шахи грає з 6 років. Перший тренер — Володимир Віскін. Кандидат у майстри — в 12 років. Учасник і призер шести чемпіонатів України серед юнаків. Тричі грав у юнацьких чемпіонатах Європи — в Румунії, Словаччині'96 (2—5 місця), Австрії'98 (2-е місце). Учасник збірної команди України на Всесвітніх дитячих шахових олімпіадах в Іспанії та Соціалістичній Федеративній Республіці Югославії. Тричі виступав у клубному чемпіонаті України за команди юракадемії'97, '99 і «Школу гросмейстерів» '98 — скрізь друге місце. Міжнародний майстер з 1998 року.

## Перші досягнення
- Лютий 1999 р. 1-й міжнародний шаховий турнір на Кубок ректора національної юридичної академії ім. Ярослава Мудрого. VIII категорія ФІДЕ. Ело — 2435. 1-е місце — 9 з 11.
- Серпень. Міжнародний турнір в Орлі. VIII категорія. Ело — 2437. 1-е місце — 8 з 11.
- Жовтень. Міжнародний турнір в Алушті. VIII категорія. Ело — 2432. 1-е місце — 10 з 13.
- У листопаді. Міжнародний турнір «Кубань'99». XI категорія. Ело — 2507. 1-е місце — 7,5 з 11.

У всіх виграних турнірах Моїсеєнко або виконував або перевиконував гросмейстерську норму.
Не зіпсував цю картину і виступ у відкритому чемпіонаті України (вересень, Алушта). Поділ — 1—5 місця (третє місце за додатковими показниками). За підсумками 2000 року Олександр, якому лише в травні виповнилось 20 років, вперше потрапив в світовий «десятку» шахістів — юніорів, зайнявши в ній шостий рядок (у 1998 р. Він був 21-м).

## Кар'єра

### 2013
У травні 2013 року Олександр Моїсеєнко став чемпіоном Європи, набравши 8 очок в 11 партіях (+7-1=2).
У липні-серпні 2013 року на турнірі XIX категорії, що проходив в місті Біль, Олександр Моїсеєнко посів друге місце поступившись на тай-брейку французу Максиму Ваш'є-Лаграву.
У серпні 2013 року на кубку світу ФІДЕ поступився в третьому колі Борису Гельфанду з рахунком ½ на 1½ очка.
На командному чемпіонаті Європи, що проходив в листопаді в Варшаві, Олександр набравши 5½ очок з 8 можливих (+4=3-1), показав другий результат на четвертій дошці (турнірний перфоменс склав 2745 очка), що дозволило збірній України зайняти скромне 9 місце серед 38 країн.
У грудні 2013 року Моїсеєнко у складі збірної України став бронзовим призером командного чемпіонату світу, що проходив в турецькому курортному місті Анталія. Результат Олександра 4 очка з 7 можливих (+1=6-0) та п'яте місце на третій дошці (турнірний перформенс 2673 очка).

### 2014
У лютому 2014 року Олександр Моїсеєнко з результатом 7 очок з 9 можливих (+5-0=4) розділив 1-2 місця на турнірі Moscow Open 2014.
У березні 2014 року Олександр з результатом 7 очок з 11 можливих (+5-2=4) посів 31 місце на 15-му чемпіонаті Європи, що проходив в Єревані.
У червні 2014 року в Дубаї Олександр Моїсеєнко з результатом 8½ очок з 15 можливих (+6-4=5), посів 35 місце на чемпіонаті світу з рапіду , та з результатом 10½ з 21 можливого очка (+8-8=5) посів 59 місце на чемпіонаті світу з бліцу.
У серпні 2014 року виступаючи на резервній дошці в Шаховій олімпіаді, що проходила в Тромсе, Моїсеєнко набрав 7 очок з 9 можливих (+5-0=4), а збірна України посіла 6 місце серед 177 країн. Результат показаний на резервній дошці (турнірний перфоменс склав 2650 очка), забезпечив Олександру 2-е особисте місце серед резервних шахістів.
У листопаді 2014 року набравши 6 очок з 11 можливих (+2-1=8) посів 5-е місце на чемпіонаті України, що проходив у Львові.
У грудні 2014 року з результатом 6 очок з 9 можливих (+4-1=4), Олександр посів 16 місце на турнірі «Qatar Masters Open 2014», а також посів 13 місце на чемпіонаті Європи зі швидких шахів (+7-1=3) та 26 місце на чемпіонаті Європи з бліцу, що проходили у Вроцлаві.

### 2015
У березні 2015 року з результатом 7½ очок з 11 можливих (+4-0=7) посівши 12 місце на чемпіонаті Європи, зумів кваліфікуватися на Кубок світу із шахів 2015 року.
У квітня 2015 року у складі збірної України Моїсеєнко став срібним призером командного чемпіонату світу, що проходив в вірменському курортному містечку Цахкадзор. Крім того, набравши 66,7 % від числа можливих очок, Олександр посів третє місце серед шахістів, які виступали на четвертій та резервній шахівницях.
У липні 2015 року з результатом 7 очок з 11 можливих (+3-0=8) посів 13 місце на опен-турнірі, що проходив у м. Біль.
У вересні 2015 року на кубка світу ФІДЕ, що проходив у Баку, Олександр поступився у першому колі на тай-брейку китайському шахісту Лу Шанлей з рахунком 1½ на 2½ очка.
У жовтні 2015 року на чемпіонаті світу зі швидких та блискавичних шахів, що проходив у Берліні, посів:
 — 37 місце на турнірі зі швидких шахів, набравши 9 з 15 очок (+7-4=4),
 — 73 місце на турнірі з блискавичних шахів, набравши 11 з 21 очка (+7-6=8).
У грудні, набравши 5 очок з 9 можливих (+3-2=4), посів лише 50 місце на опен-турнірі «Qatar Masters Open 2015».

### 2016
У березні 2016 року з результатом 5½ очок з 9 можливих (+5-3=1) Олександр посів 20 місце на 15-му турнірі «Аерофлот опен».
У жовтні 2016 року розділив 2-3-ті місця за підсумками опена-турніру з класичних шахів «Corsica Maestriті» (+5-1=3) та дійшов до чвертьфіналу турніру зі швидких шахів, де поступився Теймуру Раджабову.
У листопаді 2016 року Арещенко у складі команди «Ашдод» посів 4 місце на клубному чемпіонаті Європи, що проходив у місті Новий Сад (Сербія). Його результат 5 з 6 можливих очок (+4-0=2) став найкращим (разом з Антоном Коробовим) на п'ятій шахівниці.
У грудні 2016 року з результатом 7 очок з 11 можливих (+4-1=6) став бронзовим призером 85-го чемпіонату України.

### 2018
У грудні 2018 року посів 4-те місце у чемпіонаті України з шахів, що проходив у Києві. Набравши 5 очок з 9 можливих (+3-2=4), Кузубов на ½ очка відстав від переможця турніру Антона Коробова, при цьому набравши однакову кількість очок з Кузубовим та Пономарьовим, поступився їм за додатковими показниками.

### 2019—2020
У січні 2019 року з результатом 9 з 11 очок (+8-1=2) посів 2-ге місце на турнірі зі швидких шахів «28-й Меморіал Пауля Кереса».
У жовтні-листопаді 2019 року у складі збірної України завоював срібні нагороди на командному чемпіонаті Європи, що проходив у Батумі.
У грудні 2019 року з результатом 4½ очок з 9 можливих (+2-2=5) Моїсеєнко посів 4-те місце у чемпіонаті України, що проходив у Луцьку.
У січні 2020 року Моїсеєнко посів 2-ге місце на турнірі зі швидких шахів «Меморіал Пауля Кереса», його результат — 8½ очок з 11 можливих (+7-1=3).

## Результати виступів у чемпіонатах України
Олександр Моїсеєнко зіграв у 14-ти фінальних турнірах чемпіонатів України, набравши загалом 76 очок зі 123 можливих (+42-22=68).
| Рік  | Місто        | Турнір                 | + | − | = | Результат | Місце  |
| ---- | ------------ | ---------------------- | - | - | - | --------- | ------ |
| 1996 | Ялта         | 65-й чемпіонат України | 4 | 4 | 3 | 5½ з 11   | 42-54  |
| 1998 | Алушта       | 67-й чемпіонат України | 4 | 1 | 4 | 6 з 9     | 12     |
| 1999 | Алушта       | 68-й чемпіонат України | 4 | 0 | 5 | 6½ з 9    | 4      |
| 2001 | Орджонікідзе | 70-й чемпіонат України | 1 | 2 | 6 | 4 з 9     | 18-22  |
| 2004 | Харків       | 73-й чемпіонат України | 5 | 1 | 4 | 7 з 10    | Bronze |
| 2006 | Полтава      | 75-й чемпіонат України | 0 | 1 | 1 | ½ з 2     | 1/16   |
| 2011 | Київ         | 80-й чемпіонат України | 4 | 1 | 6 | 7 з 11    | 4      |
| 2012 | Київ         | 81-й чемпіонат України | 4 | 4 | 3 | 5½ з 11   | 7      |
| 2013 | Київ         | 82-й чемпіонат України | 3 | 1 | 7 | 6½ з 11   | 4      |
| 2014 | Львів        | 83-й чемпіонат України | 2 | 1 | 8 | 6 з 11    | 5      |
| 2016 | Рівне        | 85-й чемпіонат України | 4 | 1 | 6 | 7 з 11    | Bronze |
| 2018 | Київ         | 87-й чемпіонат України | 3 | 2 | 4 | 5 з 9     | 4      |
| 2019 | Луцьк        | 88-й чемпіонат України | 2 | 2 | 5 | 4½ з 9    | 4      |
| 2021 | Харків       | 90-й чемпіонат України | 2 | 1 | 6 | 5 з 9     | 4      |

## Статистика виступів у складі збірної України
За період 2002—2019 роки Олександр Моїсеєнко зіграв за збірну України у 17-ти турнірах, зокрема: шахова олімпіада — 6 разів, командний чемпіонат світу — 5 разів, командний чемпіонат Європи — 6 разів.
 Олександр дворазовий переможець шахових олімпіад 2004 та 2010 років, багаторазовий призер шахових олімпіад, командних чемпіонатів світу та Європи. Також в його активі шість індивідуальних нагород (одна золота, дві срібні та три бронзові). 

Загалом у складі збірної України Олександр Моїсеєнко зіграв 116 партій (4-й показник), у яких набрав 75½ очок (+50=51-15), що становить 65,1 % від числа можливих очок.
| Рік  | Турнір           | Місто           | Збірна  | Шахівниця | Рейтинг | + | = | − | Результат | % очок | Турнірний рейтинг | Командне місце | Особисте місце |
| ---- | ---------------- | --------------- | ------- | --------- | ------- | - | - | - | --------- | ------ | ----------------- | -------------- | -------------- |
| 2002 | шахова олімпіада | Блед            | Україна | 2 резерв  | 2570    | 5 | 4 | 0 | 7 з 9     | 77,8   | 2682              | 14             | 10             |
| 2003 | чемпіонат Європи | Пловдив         | Україна | 2         | 2618    | 3 | 4 | 1 | 5 з 8     | 62,5   | 2671              | 5              | 6              |
| 2004 | шахова олімпіада | Кальвія         | Україна | 4         | 2653    | 3 | 4 | 1 | 5 з 8     | 73,1   | 2665              | Gold           |                |
| 2005 | чемпіонат світу  | Беер-Шева       | Україна | 1 резерв  | 2663    | 1 | 1 | 1 | 1½ з 3    | 50,0   | 2687              | 4              |                |
|      | чемпіонат Європи | Гетеборг        | Україна | 3         | 2664    | 5 | 2 | 1 | 6 з 8     | 75,0   | 2687              | 5              | Bronze         |
| 2006 | шахова олімпіада | Турин           | Україна | 1 резерв  | 2662    | 4 | 0 | 2 | 4 з 6     | 66,7   | 2628              | 8              |                |
| 2007 | чемпіонат Європи | Іракліон        | Україна | 4         | 2646    | 1 | 1 | 2 | 1½ з 4    | 37,5   | 2305              | 5              |                |
| 2010 | шахова олімпіада | Ханти-Мансійськ | Україна | резерв    | 2658    | 2 | 1 | 1 | 2½ з 4    | 62,5   | 2561              | Gold           |                |
| 2011 | чемпіонат світу  | Нінбо           | Україна | 4         | 2715    | 4 | 4 | 0 | 6 з 8     | 75,0   | 2818              | Bronze         | Gold           |
|      | чемпіонат Європи | Порто Каррас    | Україна | 4         | 2715    | 2 | 3 | 2 | 3½ з 7    | 50,0   | 2613              | 15             | 11             |
| 2012 | шахова олімпіада | Стамбул         | Україна | резерв    | 2706    | 4 | 2 | 1 | 5 з 7     | 71,4   | 2663              | Bronze         |                |
| 2013 | чемпіонат Європи | Варшава         | Україна | 4         | 2709    | 4 | 3 | 1 | 5½ з 8    | 68,7   | 2745              | 9              | Silver         |
|      | чемпіонат світу  | Анталія         | Україна | 3         | 2709    | 1 | 6 | 0 | 4 з 7     | 57,1   | 2673              | Bronze         | 6              |
| 2014 | шахова олімпіада | Тромсе          | Україна | резерв    | 2707    | 5 | 4 | 0 | 7 з 9     | 77,8   | 2714              | 6              | Silver         |
| 2015 | чемпіонат світу  | Цагкадзор       | Україна | резерв    | 2697    | 2 | 4 | 0 | 4 з 6     | 66,7   | 2774              | Silver         | Bronze         |
| 2017 | чемпіонат світу  | Ханти-Мансійськ | Україна | 4         | 2677    | 3 | 5 | 0 | 5½ з 8    | 68,8   | 2735              | 6              | Bronze         |
| 2019 | чемпіонат Європи | Батумі          | Україна | 4         | 2635    | 1 | 3 | 2 | 2½ з 6    | 41,7   | 2536              | Silver         |                |